# Zofia Mostowska
Zofia Mostowska (ur. 17 czerwca 1890 w Warszawie, zm. 8 grudnia 1962 roku w Krakowie) – lekarka, kierownik Zakładów Profesora O. Bujwida dla wyrobu surowic i szczepionek leczniczych w Krakowie.

## Życiorys
Urodzona 17 czerwca 1890 roku była córką Odona Bujwida i jego żony Kazimiery. Jej rodzeństwem byli Kazimiera Rouppert, Helena Jurgielewicz, Jadwiga Demel, Jan i Stanisław Bujwid.
W latach 1908–1914 studiowała medycynę na Uniwersytecie Jagiellońskim w Krakowie, a następnie, jako jedna z pierwszych Polek, w roku 1914 rozpoczęła doktorat z chirurgii. Podczas studiów należała do organizacji "Spójnia", a w roku 1910 wzięła udział w strajku na Uniwersytecie Jagiellońskim (tzw. Zimmermaniadzie), którego jednym z przywódców była jej siostra Jadwiga. Podczas doktoratu stworzyła wiele publikacji i nowych metod operacyjnych, np. w zakresie operacji ślinianek.
W latach 1929–1932 pracowała w szpitalu Bonifratrów w Krakowie, a następnie objęła stanowisko kierownika w rodzinnej spółce - założonymi przez jej ojca Odona Bujwida: Zakłady profesora O. Bujwida dla wyrobu surowic i szczepionek leczniczych w Krakowie.
Podczas II wojny światowej, w 1939 roku zorganizowała wojskowy szpital polowy w Zwierzyńcu pod Zamościem, który zapewnił pomoc lekarską oddziałom partyzanckim.
W latach 1953–1958 pełniła funkcję lekarza w Stacji Sanitarno-Epidemiologicznej w Olsztynie. Zmarła podczas pobytu u syna w Krakowie.
Z mężem Włodzimierzem Mostowskim miała dwóch synów: Jerzego i Czesława.